# Amstel Gold Race 1966
L'Amstel Gold Race 1966, prima edizione della corsa, si svolse il 30 aprile 1966 su un percorso di 302 km da Breda a Meerssen. Fu vinta dal francese Jean Stablinski, che concluse in 7h 48' 50" davanti ai compagni di squadra Bernard Van De Kerckhove e Jan Hugens.

## Ordine d'arrivo (Top 10)
| Pos. | Corridore               | Squadra      | Tempo    |
| ---- | ----------------------- | ------------ | -------- |
| 1    | Jean Stablinski         | Ford France  | 7h48'50" |
| 2    | Bernard V. D. Kerckhove | Ford France  | s.t.     |
| 3    | Jan Hugens              | Ford France  | a 5"     |
| 4    | Marcel Geeraerts        | Mann-Grundig | a 2'05"  |
| 5    | Peter Post              | Solo-Superia | a 2'08"  |
| 6    | Cor Schuuring           | Caballero    | a 6'40"  |
| 7    | Cees van Espen          | Televizier   | s.t.     |
| 8    | Constant Jongen         | Mann-Grundig | s.t.     |
| 9    | Rik Pauwels             | Mann-Grundig | s.t.     |
| 10   | Mies Stolker            | Willem II    | s.t.     |